# Rodolfo Augusto di Brunswick-Lüneburg
Rodolfo Augusto di Brunswick-Lüneburg (Hitzacker, 16 maggio 1627 – Kissenbrück, 26 gennaio 1704) fu duca di Brunswick-Lüneburg dal 1666 sino alla sua morte.

## Biografia
Rodolfo Augusto era figlio di Augusto di Brunswick-Lüneburg. Egli governò sul principato di Wolfenbüttel, una suddivisione del ducato di Brunswick-Lüneburg. Nel 1685 designò il fratello minore, Antonio Ulrico, coreggente.

## Discendenza
Rodolfo Augusto sposò Cristina Elisabetta, figlia di Alberto Federico di Barby-Muhlingen, da cui ebbe solo due figlie che raggiunsero la maggiore età:
- Dorotea Sofia (1653-1722), moglie di Giovanni Adolfo di Schleswig-Holstein-Sonderburg-Plön;
- Cristina Sofia (1654-1695), moglie di Augusto Guglielmo di Brunswick-Lüneburg.

## Ascendenza
|                                          |                              |                                     | Genitori                          |  |  | Nonni |  |  | Bisnonni                        |  |  | Trisnonni                    |  |
|                                          |                              |                                     |                                   |  |  |       |  |  | Ernesto I di Brunswick-Lüneburg |  |  | Enrico di Brunswick-Lüneburg |  |
|                                          |                              |                                     |                                   |  |  |       |  |  | Ernesto I di Brunswick-Lüneburg |  |  | Enrico di Brunswick-Lüneburg |  |
|                                          |                              | Margherita di Sassonia              |                                   |  |  |       |  |  | Ernesto I di Brunswick-Lüneburg |  |  |                              |  |
| Enrico III di Brunswick-Lüneburg         |                              |                                     |                                   |  |  |       |  |  | Ernesto I di Brunswick-Lüneburg |  |  |                              |  |
|                                          |                              | Sofia di Meclemburgo-Schwerin       | Enrico V di Meclemburgo-Schwerin  |  |  |       |  |  |                                 |  |  |                              |  |
|                                          |                              | Sofia di Meclemburgo-Schwerin       | Enrico V di Meclemburgo-Schwerin  |  |  |       |  |  |                                 |  |  |                              |  |
|                                          |                              | Sofia di Meclemburgo-Schwerin       | Ursula del Brandeburgo            |  |  |       |  |  |                                 |  |  |                              |  |
| Augusto di Brunswick-Lüneburg            |                              | Sofia di Meclemburgo-Schwerin       |                                   |  |  |       |  |  |                                 |  |  |                              |  |
|                                          |                              | Francesco I di Sassonia-Lauenburg   | Magnus I di Sassonia-Lauenburg    |  |  |       |  |  |                                 |  |  |                              |  |
|                                          |                              | Francesco I di Sassonia-Lauenburg   | Magnus I di Sassonia-Lauenburg    |  |  |       |  |  |                                 |  |  |                              |  |
|                                          |                              | Francesco I di Sassonia-Lauenburg   | Caterina di Braunschweig-Lüneburg |  |  |       |  |  |                                 |  |  |                              |  |
| Ursula di Sassonia-Lauenburg             |                              | Francesco I di Sassonia-Lauenburg   |                                   |  |  |       |  |  |                                 |  |  |                              |  |
|                                          |                              | Sibilla di Sassonia                 | Enrico IV di Sassonia             |  |  |       |  |  |                                 |  |  |                              |  |
|                                          |                              | Sibilla di Sassonia                 | Enrico IV di Sassonia             |  |  |       |  |  |                                 |  |  |                              |  |
|                                          |                              | Sibilla di Sassonia                 | Caterina di Meclemburgo-Schwerin  |  |  |       |  |  |                                 |  |  |                              |  |
| Rodolfo Augusto di Brunswick-Lüneburg    |                              | Sibilla di Sassonia                 |                                   |  |  |       |  |  |                                 |  |  |                              |  |
|                                          | Gioacchino Ernesto di Anhalt | Giovanni V di Anhalt-Zerbst         |                                   |  |  |       |  |  |                                 |  |  |                              |  |
|                                          | Gioacchino Ernesto di Anhalt | Giovanni V di Anhalt-Zerbst         |                                   |  |  |       |  |  |                                 |  |  |                              |  |
|                                          | Gioacchino Ernesto di Anhalt | Margherita di Brandeburgo           |                                   |  |  |       |  |  |                                 |  |  |                              |  |
| Rodolfo di Anhalt-Zerbst                 | Gioacchino Ernesto di Anhalt |                                     |                                   |  |  |       |  |  |                                 |  |  |                              |  |
|                                          |                              | Eleonora di Württemberg             | Cristoforo di Württemberg         |  |  |       |  |  |                                 |  |  |                              |  |
|                                          |                              | Eleonora di Württemberg             | Cristoforo di Württemberg         |  |  |       |  |  |                                 |  |  |                              |  |
|                                          |                              | Eleonora di Württemberg             | Anna Maria di Brandeburgo-Ansbach |  |  |       |  |  |                                 |  |  |                              |  |
| Dorotea di Anhalt-Zerbst                 |                              | Eleonora di Württemberg             |                                   |  |  |       |  |  |                                 |  |  |                              |  |
|                                          |                              | Enrico Giulio di Brunswick-Lüneburg | Giulio di Brunswick-Lüneburg      |  |  |       |  |  |                                 |  |  |                              |  |
|                                          |                              | Enrico Giulio di Brunswick-Lüneburg | Giulio di Brunswick-Lüneburg      |  |  |       |  |  |                                 |  |  |                              |  |
|                                          |                              | Enrico Giulio di Brunswick-Lüneburg | Edvige di Brandeburgo             |  |  |       |  |  |                                 |  |  |                              |  |
| Dorotea Edvige di Brunswick-Wolfenbüttel |                              | Enrico Giulio di Brunswick-Lüneburg |                                   |  |  |       |  |  |                                 |  |  |                              |  |
|                                          |                              | Dorotea di Sassonia                 | Augusto I di Sassonia             |  |  |       |  |  |                                 |  |  |                              |  |
|                                          |                              | Dorotea di Sassonia                 | Augusto I di Sassonia             |  |  |       |  |  |                                 |  |  |                              |  |
|                                          |                              | Dorotea di Sassonia                 | Anna di Danimarca                 |  |  |       |  |  |                                 |  |  |                              |  |
|                                          |                              | Dorotea di Sassonia                 |                                   |  |  |       |  |  |                                 |  |  |                              |  |